# 조엘 에팔레
조엘 디외도네 마르탱 에팔레 느와카(프랑스어: Joël Dieudonné Martin Epalle Newaka, 1978년 2월 20일 ~ )는 카메룬의 축구 감독이자 전 축구 선수로, 현재 발 데오로프 FC의 감독을 맡고 있다.
그는 주로 오른쪽 미드필더로 활약했으나, 현역 시절 동안 세컨드 스트라이커로도 종종 기용되었으며, 특히 그리스의 이라클리스에서의 첫 번째 시기에 이 역할이 두드러졌다. 그는 카메룬 마통브에서 태어나, 카메룬 클럽 위니옹 두알라에서 유소년 축구를 시작했고, 같은 팀에서 성인 무대에 데뷔했다. 카메룬에서의 활동 이후, 1998년 그는 그리스로 건너가 에트니코스, 파나하이키, 아리스, 파나티나이코스, 이라클리스 등 여러 클럽에서 9년 반 동안 활약했다. 이후 2007년 1월, 그는 독일 분데스리가의 VfL 보훔으로 이적하여 3년 반 동안 뛰었다. 그 후 아제르바이잔의 FK 바쿠에서 잠시 활약한 뒤, 2011년 1월, 그리스로 복귀하여 이라클리스에서 두 번째 시즌을 보냈다. 에팔레는 2005–06년 시즌 이라클리스의 최다 득점자였다. 2012년 3월 말부터는 사라왁 FA에 입단해, 같은 카메룬 출신 선수 기 브웰레와 함께 뛰었다.
에팔레는 카메룬 국가대표팀에서 31경기에 출전하였다. 그는 2000년 하계 올림픽 축구 종목에서 금메달을 획득한 카메룬 국가대표팀의 일원이었다. 또한 그는 2002년 아프리카 네이션스컵 우승을 차지한 카메룬 국가대표팀의 멤버이기도 하다.

## 구단 경력

### 파나티나이코스
아리스에서 방출된 후, 에팔레는 2003년 7월, 그리스 클럽 파나티나이코스와 4년 계약을 체결하며 파나티나이코스를 위해 트로피를 따겠다는 포부를 밝혔다. 에팔레는 2003-04년 시즌 1라운드에서 데뷔했으며, 파나티나이코스가 크산티를 상대로 1-0으로 홈에서 이긴 경기에서 선발 출전했다. 그는 2003-04년 시즌 15라운드에서 파니오니오스를 상대로 6-3으로 홈에서 이긴 경기에서 파나티나이코스에서의 첫 골을 넣었다. 시즌이 끝날 때까지 에팔레는 리그 경기 15경기에 출전해 1골을 기록했다. 그는 또한 유럽 대회에서도 첫 경기를 치렀는데, 맨체스터 유나이티드와의 원정 경기에서 후반전에 교체 출전해 0-5로 패했다. 다음 시즌에 에팔레는 리그에서 출전 기회를 얻지 못했고, UEFA 챔피언스리그 경기 2경기만 출전했다. 2005년 1월 7일, 에팔레는 외국인 선수 자리를 비우기 위해 파나티나이코스에서 방출되었고, 클럽은 브라질 수비형 미드필더 안데르송 리마를 영입할 수 있게 되었다.

## 국가대표팀 경력
에팔레는 카메룬 국가대표팀으로 활약했으며, 2000년 하계 올림픽과 2002년 FIFA 월드컵에 참가했다. 지금까지 카메룬 국가대표팀에서 31경기에 출전해 2골을 기록했다. 카메룬 국가대표 데뷔 전은 1995년 11월 26일, 벨리에 아프리카 토너먼트에서 리브르빌에서 열린 가봉과의 경기였다. 당시 그는 만 17세 283일의 나이로 데뷔하여, 당시 카메룬 대표팀 최연소 10번째 선수였으며, 현재는 16번째로 어린 선수이다.

## 사생활
에팔레는 마리와 결혼하였으며, 그 사이에서 두 딸 마릴린과 존티를 두었고, 두 딸은 모두 그리스에서 태어났다. 또한 프랑스 파리에서 태어난 아들이 한 명 있다. 그는 카메룬 국가대표팀 동료인 티모테 아투바와 사촌지간이다.